# Archäologische Stätte Corte Sgarzerie
Die archäologische Stätte Corte Sgarzerie ist eine Ausgrabung, die zu den Überresten des Capitolium gehört, das den drei Göttern Jupiter, Minerva und Juno gewidmet ist. Sie befindet sich im gleichnamigen Hof in Verona unter dem Boden. 
Die archäologische Ausgrabung wurde zwischen 1988 und 2004 unter der mitterlichen Loggia in der Mitte des Hofes durchgeführt. Bei der Ausgrabung wurde ein Teil des Kryptoportikus entdeckt, das den Tempel auf drei Seiten umgab, sowie die Überreste eines Eiskellers Untergrund und Fundamente eines mittelalterlichen Wohnturms.
Die archäologische Stätte Corte Sgarzerie ist der einzige Teil des Capitoliums von Verona, der für die Öffentlichkeit zugänglich ist.